# Onekawa
Onekawa est une banlieue de la ville de Napier, dans la région de la Hawke's Bay dans l’est de l’Île du Nord de la Nouvelle-Zélande.

## Toponymie
Le  Ministère de la Culture et du Patrimoine de la Nouvelle-Zélande traduit Onekawa par salty soil (« terre salé »).
Onekawa abrite une forte proportion d’entreprises industrielles et commerciales.

## Démographie
Onekawa, comprenant les zones statistiques d’Onekawa West, Onekawa Central, Onekawa East et d’Onekawa South, avait une population de 6 588 habitants lors du recensement de 2018, en augmentation de 642 personnes (soit 10,8 %) depuis le recensement de 2013 et une augmentation de 834 personnes (soit 14,5 %) depuis celui de 2006.
Il y a 2 364 logements. 
On compte 3 201 hommes pour 3 387 femmes donnant ainsi un sexe-ratio de 0,95 homme pour une femme, avec 1 596 personnes (soit 24,2 %) âgées de moins de 15 ans, 1 320 personnes (20,0 %)  âgées de 15 à 29 ans, 2 640 personnes (soit 40,1 %) âgées de 30 à 64 ans, et 1 029 personnes (soit 15,6 %) âgées de 65 ou plus.
L’ethnicité est pour 70,0 % européens/Pakeha, 34,9 % Maori, 6,0 % de personnes venant du Pacifique, 5,2 %  d’origine asiatique et 2,1 % d’une autre ethnicité (le total fait plus de 100 % dans la mesure où les personnes peuvent s’identifier à de multiples ethnicités selon leur parenté).
La proportion de personnes nées outre-mer est de 13,8 %, à comparer aux 27,1 % au niveau national.
Bien que certaines personnes refusent de donner leur religion, 52,1 % n’ont aucune religion, 32,0 % sont chrétiens, 0,8 % sont hindouistes, 0,4 % sont musulmans, 0,6 % sont bouddhistes et 7,2 % ont une autre religion.
Parmi les personnes de plus de 15 ans, 552 personnes (soit 11,1 %) ont un niveau de licence ou un degré supérieur et 1 233 personnes (soit  24,7 %) n’ont aucune qualification formelle. 
Le statut d’emploi des personnes d’au moins 15 ans est pour 2 295 personnes (soit 46,0 %) employées à plein temps, 684 personnes (soit 13,7 %) sont à temps partiel et 261 personnes (soit 5,2 %) sont sans emploi.
| Nom              | Population      | logements       | âge médian | revenus médians |
| ---------------- | --------------- | --------------- | ---------- | --------------- |
| Onekawa West     | 270 personnes   | 123 logements   | 51,6 ans   | 35 600 $        |
| Onekawa Central  | 1 503 personnes | 582 logements   | 39,5 ans   | 30 100 $        |
| Onekawa East     | 1 632 personnes | 630 logements   | 36,5 ans   | 21 800 $        |
| Onekawa South    | 3 183 personnes | 1 029 logements | 29,6 ans   | 23 900 $        |
| Nouvelle-Zélande |                 |                 | 37,4 ans   | 31 800 $        |

## Marae
Le marae local « Pukemokimoki » est un marae (lieu de rassemblement) pour l’iwi (tribu) des Ngati Kahungunu et est un hapū (sous-tribu) des Ngā Hau E Whā (en), et qui inclut la wharenui (en) (maison de rencontre) de Omio,.

## Éducation
- L’école d’Onekawa est une école primaire publique [5] avec un effectif de 328 élèves[6].

- L’école Henry Hill est une école primaire [7],[8],[9].

- L’école St Patrick est une école primaire catholique intégrée au public[10],[11] avec un effectif de 367 élèves[12]

- Le William Colenso College est une école secondaire publique [13],[14] avec un effectif de 425 élèves[15].

Hawke's Bay School est un établissement d'enseignement secondaire public accueillant les jeunes parents, situé à l’intérieur du collège,,
- L’école Te Kura Kaupapa Māori o Te Ara Hou est une école en immersion en langue Kura Kaupapa Māori [18] avec un effectif de 245 élèves[19]

Toutes ces écoles sont mixtes. 
L’effectif est celui de avril 2023